# Quick (Kampen)
Quick is een voormalig amateurvoetbalvereniging uit de Nederlandse stad Kampen. De vereniging werd opgericht op 12 oktober 1894. De spelers van Quick speelden in een wit shirt met een zwarte broek en zwarte kousen. In 1923 werd de club opgeheven.